# Postmaster (E-Mail)
Postmaster ist der Administrator eines Mailservers. Seine Hauptaufgabe besteht darin, den ordnungsgemäßen Betrieb und die Erreichbarkeit des Dienstes zu gewährleisten. Außerdem ist er erster Ansprechpartner bei Störungen oder anderen Problemen beim Versenden oder Empfangen von E-Mails.
Der Postmaster kann außerdem zum Melden von Problemen mit der Betriebssicherheit, z. B. bei kompromittierten E-Mail-Konten oder zum Melden von Missbrauch, z. B. bei Spamversand kontaktiert werden.

## Postfach
Wie in RFC 822 und in RFC 5321 beschrieben ist, muss jede Domain, die den Empfang von E-Mails über das SMTP-Protokoll unterstützt, ein E-Mail-Postfach mit der Adresse postmaster@example.com aufweisen. Hierdurch wird die Kontaktaufnahme zu einer für den Mailserver verantwortlichen Person vereinfacht. Außerdem werden Fehlerbenachrichtigungen, die der MTA eines Mailservers automatisch generiert, üblicherweise an diese E-Mail-Adresse gesendet.
Wie bei anderen Role-Accounts, die im RFC 2142 beschrieben sind, kann das Postfach auch als Alias des Verantwortlichen für den Mailserver konfiguriert werden.
Da die Postmaster-Adresse allgemein bekannt und weit verbreitet ist, ist sie oft Ziel von Spam-E-Mails.